# Insurrección de Kościuszko
La insurrección de Kościuszko fue una rebelión contra el Imperio ruso y el Reino de Prusia liderada por Tadeusz Kościuszko por parte de la República de las Dos Naciones. Fue un intento fallido de liberar a la Mancomunidad polaco-lituana de la influencia rusa después de la segunda partición de Polonia (1793) y la creación de la Confederación de Targowica.

## Antecedentes

### Declive de la Mancomunidad
A principios del siglo XVIII, la nobleza de Polonia y Lituania controlaba el estado, o mejor dicho, logró garantizar que no se llevaran a cabo ninguna reforma que pudiera debilitar su estatus privilegiado (la "Libertad Dorada"). A través del abuso de la regla de liberum veto, que permitía a cualquier diputado paralizar las sesiones del Sejm (parlamento de la Mancomunidad), los diputados sobornados por magnates o potencias extranjeras o aquellos simplemente contentos de creer que vivían en una "Edad de Oro" sin precedentes, paralizaron la administración pública de la República por más de un siglo.
La idea de reformar la Mancomunidad ganó fuerza a partir de mediados del siglo XVII. Sin embargo, fue visto con recelo no solo por sus magnates sino también por los países vecinos, que se contentaron con el deterioro de la República y aborrecieron la idea de un poder resurgente y democrático en sus fronteras. Con el Ejército de la República de las Dos Naciones reducido a alrededor de 16 000 hombres, no fue difícil para sus vecinos intervenir directamente; el Ejército Imperial Ruso contaba con 300 000 soldados, el Ejército Prusiano y el Ejército Imperial Austriaco (que no participó activamente de la guerra), 200 000 cada uno.

### Intentos de reforma

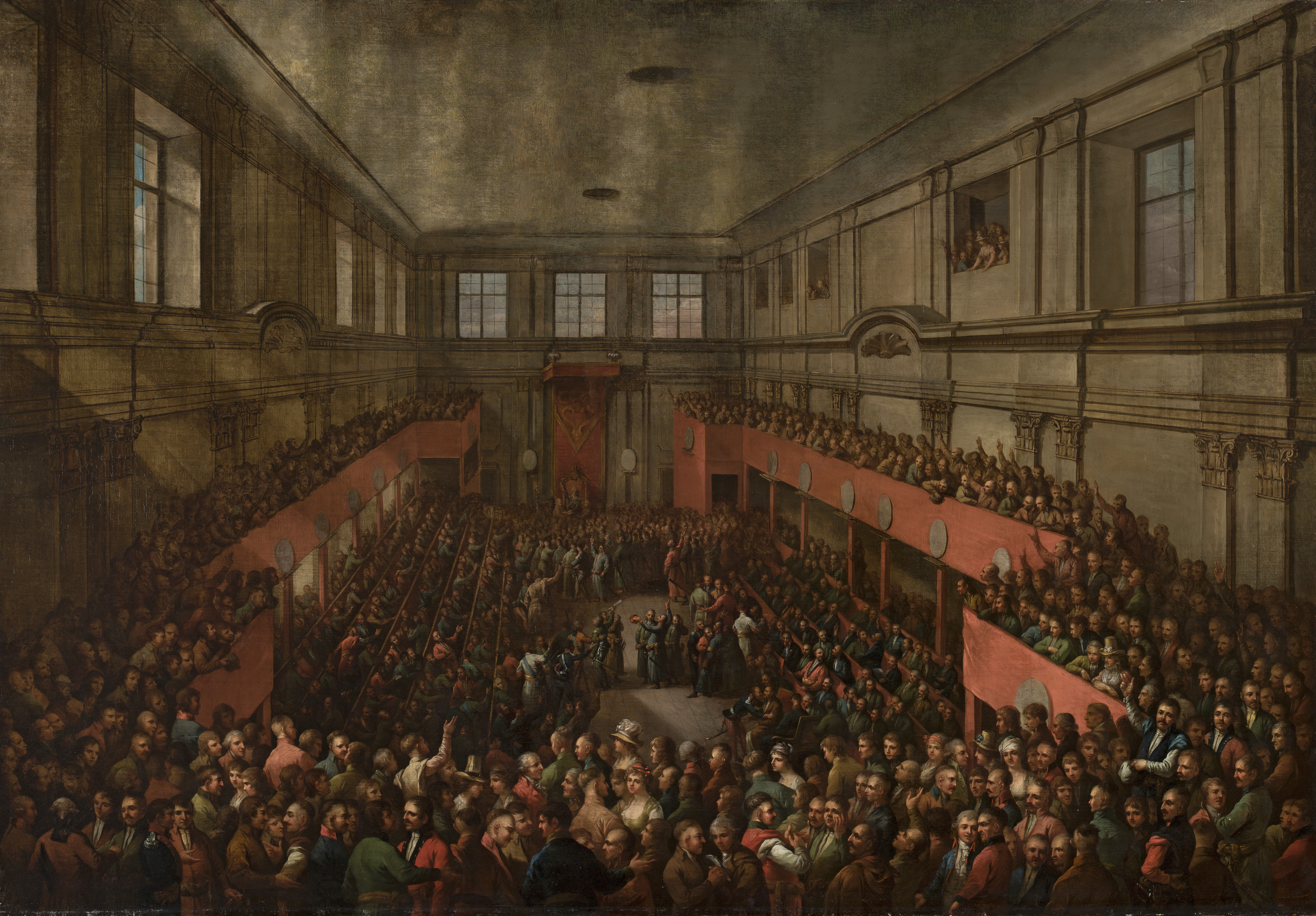
El Gran Sejm, o Sejm de los Cuatro Años (1788-92) y el Senado adoptan la Constitución del 3 de mayo de 1791, en el Castillo Real de Varsovia. Obra de Kazimierz Wojniakowski.

Una gran oportunidad de reforma se presentó durante el "Gran Sejm" de 1788-1792. Los vecinos de Polonia estaban preocupados por las guerras y no podían intervenir por la fuerza en los asuntos polacos. Rusia y Austria participaron en hostilidades contra el Imperio Otomano (la guerra ruso-turca y la guerra austro-turca de 1787 a 1791); los rusos también se encontraban luchando simultáneamente en la guerra ruso-sueca de 1788 a 1790. Una nueva alianza entre la República de las Dos Naciones y Prusia parecía proporcionar seguridad contra la intervención rusa, y el 3 de mayo de 1791 la nueva Constitución fue leída y adoptada con un apoyo popular abrumador.
Habiendo terminado las guerras de Rusia contra los turcos y los suecos, la emperatriz Catalina estaba furiosa por la adopción de la nueva Constitución polaca (Rusia no tuvo Constitución hasta 1906), que creía amenazaba la influencia rusa en Polonia. Rusia había visto a Polonia como un protectorado de facto. «La peor noticia ha llegado desde Varsovia: el rey polaco se ha vuelto casi soberano» fue la reacción de uno de los principales autores de política exterior de Rusia, Aleksandr Bezborodko, cuando se enteró de la nueva Constitución. Prusia también se opuso firmemente a la nueva Constitución, y los diplomáticos polacos recibieron una nota de que la nueva Constitución cambió tanto al estado polaco que Prusia no consideró que sus obligaciones fueran vinculantes. Al igual que Rusia, a Prusia le preocupaba que el Estado polaco recién fortalecido pudiera convertirse en una amenaza, y el ministro de Relaciones Exteriores de Prusia, Friedrich Wilhelm von Schulenburg-Kehnert, claramente y con franqueza, expresó a los polacos que Prusia no apoyaba la constitución y se negó a ayudar a la Mancomunidad en cualquier forma, incluso como mediador, ya que no le interesaba al estado de Prusia ver que la República se fortaleciera, ya que podría amenazar a Prusia en el futuro. El estadista prusiano Ewald Friedrich von Hertzberg expresó los temores de los conservadores europeos: «Los polacos han dado el golpe de gracia a la monarquía prusiana votando una constitución», explicando que una Mancomunidad fuerte exigiría el regreso de las tierras que Prusia adquirió en la primera partición.

### Segunda partición de Polonia

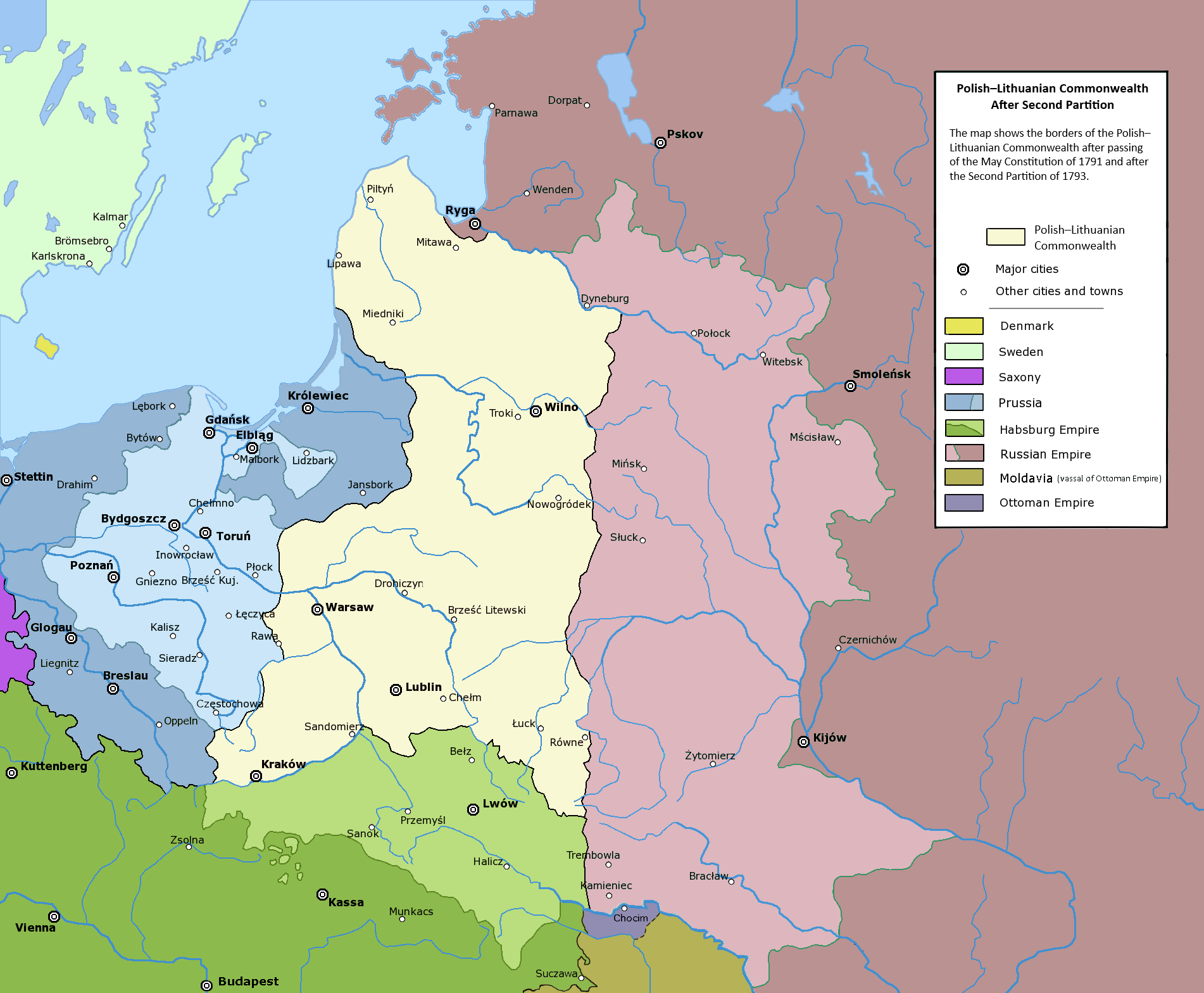
La República de las Dos Naciones después de la segunda partición (1793).

La Constitución tampoco fue adoptada sin disenso en la propia Mancomunidad. Los magnates que se habían opuesto al borrador de la constitución desde el principio, a saber, Franciszek Ksawery Branicki, Stanisław Szczęsny Potocki, Seweryn Rzewuski y Szymon y Józef Kossakowski, le pidieron a la zarina Catalina que interviniera y restableciera sus privilegios, como las Leyes Cardinales, garantizadas por Rusia y abolidas bajo el nuevo estatuto. Con ese fin, estos magnates formaron la Confederación de Targowica. La proclamación de la Confederación, organizada en San Petersburgo en enero de 1792, criticó a la constitución por contribuir, en sus propias palabras, al "contagio de ideas democráticas" siguiendo "los ejemplos fatales establecidos en París". Afirmaron que «el parlamento [...] violó todas las leyes fundamentales, barrió todas las libertades de la nobleza y el 3 de mayo de 1791 se convirtió en una revolución y una conspiración.» Los confederados declararon la intención de superar esta revolución. «No podemos hacer nada más que recurrir confiadamente a la zarina Catalina, una emperatriz distinguida y justa, nuestra vecina amiga y aliada [que] respeta la necesidad de bienestar de la nación y siempre le ofrece una mano amiga», escribieron. Los confederados se alinearon con Catalina y le pidieron intervención militar. El 18 de mayo de 1792, el embajador ruso en Polonia, Yákov Bulgákov, entregó una declaración de guerra al ministro de Asuntos Exteriores polaco, Joachim Chreptowicz. Los ejércitos rusos entraron en Polonia y Lituania el mismo día, comenzando la Guerra ruso-polaca de 1792. La guerra terminó sin batallas decisivas, con una capitulación firmada por el rey polaco Estanislao II Poniatowski, quien esperaba que se pudiera llegar a un acuerdo diplomático.
Las esperanzas del rey Estanislao de que la capitulación permitiría una solución diplomática aceptable se terminaron pronto. Con los nuevos diputados sobornados o intimidados por las tropas rusas, tuvo lugar una nueva sesión del parlamento, conocida como el Sejm de Grodno, en otoño de 1793. El 23 de noviembre de 1793, concluyó sus deliberaciones bajo coacción, anulando la constitución y accediendo a la segunda partición. Rusia tomó 250 000 km², mientras que Prusia recibió 58 000 km² del territorio de la Mancomunidad. Este evento redujo la población de Polonia a solo un tercio de lo que era antes de que comenzaran las particiones en 1772. Lo que quedaba de la República fue guarnecida por las tropas rusas y su independencia se vio fuertemente restringida. Tal resultado fue un gran golpe para los miembros de la Confederación de Targowica, quienes vieron sus acciones como una defensa de los privilegios centenarios de los magnates, pero a los cuales ahora la mayoría de la población polaca los consideraba traidores.

### Aumento del malestar
El ejército polaco estaba ampliamente insatisfecho con la capitulación y la mayoría de los comandantes lo consideraban prematuro; Tadeusz Kościuszko, el príncipe Józef Poniatowski y muchos otros criticaron la decisión del rey y varios de ellos, incluido Kościuszko, renunciaron a su puesto poco después. Después de la derrota de la Mancomunidad en esa guerra y la abolición de la Constitución, el ejército se redujo a unos 36 000 hombres. En 1794, los rusos exigieron una reducción adicional del ejército a 15 000 soldados. La disidencia en el ejército polaco fue una de las chispas que conducirían al conflicto que se avecinaba.
La capitulación del Rey fue un duro golpe para Kościuszko, que no había perdido una sola batalla en la campaña. A mediados de septiembre, renunció a abandonar el país y partió de Varsovia a principios de octubre. Kościuszko se estableció en Leipzig, donde muchos otros comandantes y políticos polacos notables formaron una comunidad de emigrados. Pronto él y algunos otros comenzaron a preparar un levantamiento contra el dominio ruso en Polonia. Los políticos, agrupados en torno a Ignacy Potocki y Hugo Kołłątaj, buscaron contactos con grupos de oposición similares formados en Polonia, y en la primavera de 1793 se les habían unido otros políticos y revolucionarios, incluido Ignacy Działyński. Aunque Kołłątaj y otros habían comenzado a planear el levantamiento antes de reunirse con Kościuszko, su apoyo fue una gran ayuda para ellos, ya que era, en ese momento, una de las personas más populares en toda Polonia.
En agosto de 1793, Kościuszko regresó a Leipzig, donde se encontró con demandas para comenzar a planificar el levantamiento. Sin embargo, le preocupaba que un levantamiento tuviera pocas posibilidades contra los tres enemigos. En septiembre, cruzaría clandestinamente la frontera polaca para realizar observaciones personales y encontrarse con algunos simpatizantes oficiales de alto rango en el ejército polaco restante, incluido el general Józef Wodzicki. Los preparativos en Polonia fueron lentos y decidió posponer el brote, y se fue a Italia, planeando regresar en febrero. Sin embargo, la situación en Polonia estaba cambiando rápidamente. Los gobiernos ruso y prusiano obligaron a Polonia a disolver nuevamente a la mayoría de sus fuerzas armadas y las unidades reducidas serían reclutadas en el ejército ruso. Además, en marzo, los agentes zaristas descubrieron el grupo de revolucionarios en Varsovia y comenzaron a arrestar a notables políticos y comandantes militares polacos. Kościuszko se vio obligado a ejecutar su plan antes de lo esperado, y el 15 de marzo de 1794 se dirigió a Cracovia.
El 12 de marzo de 1794, el general Antoni Madaliński, comandante de la 1.ª Brigada de Caballería Nacional de la Gran Polonia (1500 hombres) decidió desobedecer la orden de desmovilización, trasladando sus tropas desde Ostrołęka a Cracovia. Esto provocó un estallido de disturbios contra las fuerzas rusas en todo el país. Se ordenó a la guarnición rusa de Cracovia que abandonara la ciudad y se enfrentara a Madalinski, lo que dejó a Cracovia completamente indefensa, pero también frustraba el plan de Kosciuszko de apoderarse de sus armas.

## Insurrección

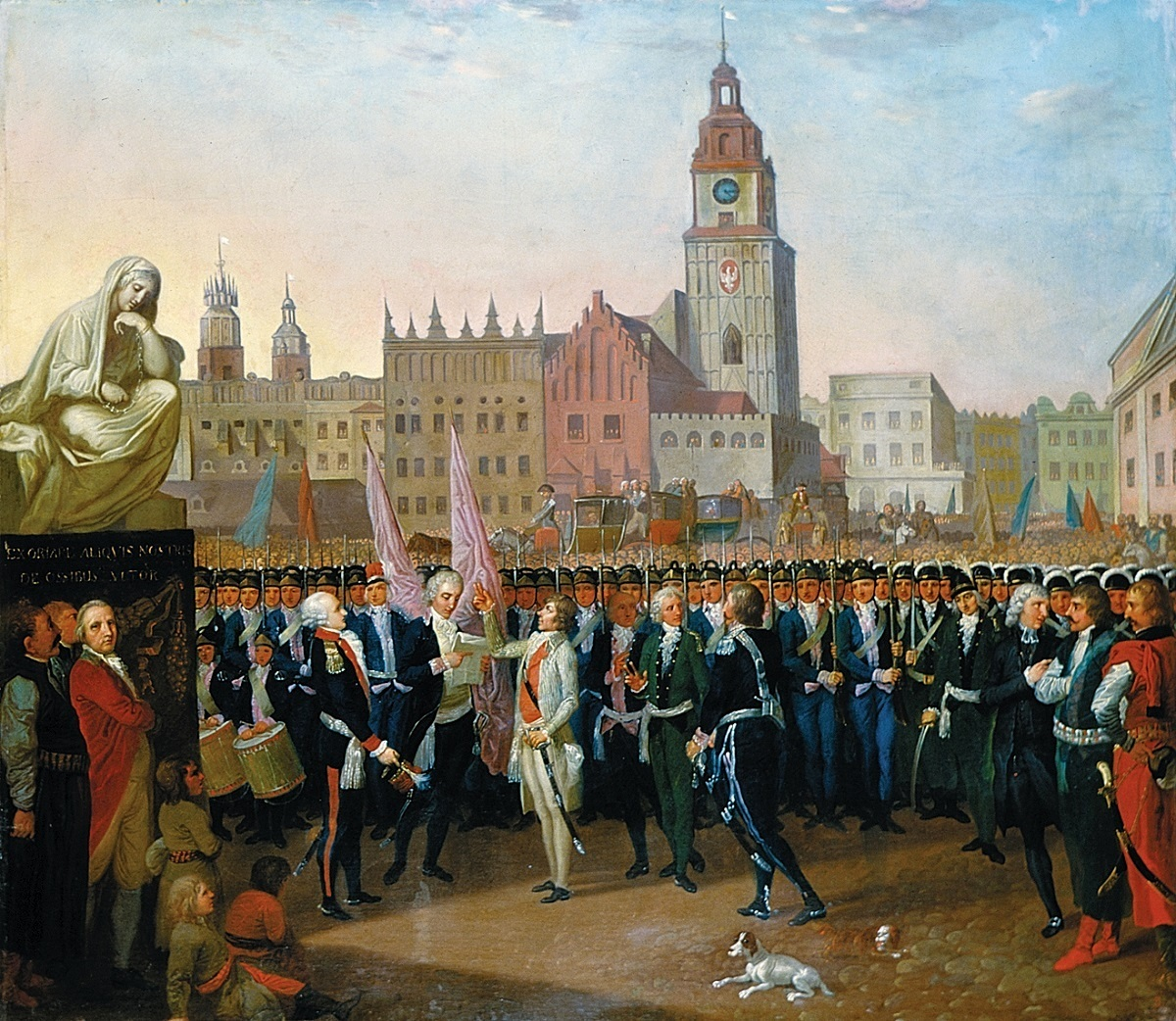
Proclamación de Kościuszko pronunciada en la plaza del casco viejo de Cracovia el 24 de marzo de 1794. Obra de Franciszek Smuglewicz.

El 24 de marzo de 1794, Tadeusz Kościuszko, veterano del Ejército Continental en la guerra de Independencia de los Estados Unidos, anunció la sublevación general en un discurso en la plaza de Cracovia y asumió los poderes del Comandante en Jefe de todas las fuerzas polacas. También juró:

no usar estos poderes para oprimir a ninguna persona, sino para defender la integridad de las fronteras de Polonia, recuperar la independencia de la nación y fortalecer las libertades universales.

Con el fin de fortalecer las fuerzas polacas, Kościuszko emitió un acto de movilización, requiriendo que cada cinco casas en la Pequeña Polonia deleguen al menos un soldado varón capaz equipado con carabina, pica o un hacha. La Comisión de Orden de Kościuszko en Cracovia reclutó a todos los hombres entre 18 y 28 años y aprobó un impuesto sobre la renta. Las dificultades para proporcionar suficiente armamento para las tropas movilizadas hicieron que Kościuszko formara grandes unidades compuestas por campesinos armados con guadañas, llamadas guadañas de guerra.
Para destruir a la todavía débil oposición, la emperatriz Catalina ordenó al ejército del mayor general Fiódor Denísov atacar Cracovia. El 4 de abril, ambos ejércitos se encontraron cerca de la aldea de Racławice. En lo que se conoció como la batalla de Racławice, las fuerzas de Kościuszko derrotaron al oponente numérica y técnicamente superior. Luego de la sangrienta batalla, las fuerzas rusas se retiraron del campo de batalla. Las fuerzas de Kościuszko eran demasiado débiles para comenzar una persecución exitosa y eliminar a las fuerzas rusas de la Pequeña Polonia de una vez por todas. Aunque la importancia estratégica de la victoria era casi nula, la noticia de la victoria se extendió rápidamente y pronto otras partes de Polonia se unieron a las filas de los revolucionarios. A principios de abril, las fuerzas polacas concentradas en las tierras de Lublin y Volinia, listas para ser enviadas a Rusia, se unieron a las filas de las fuerzas de Kościuszko.

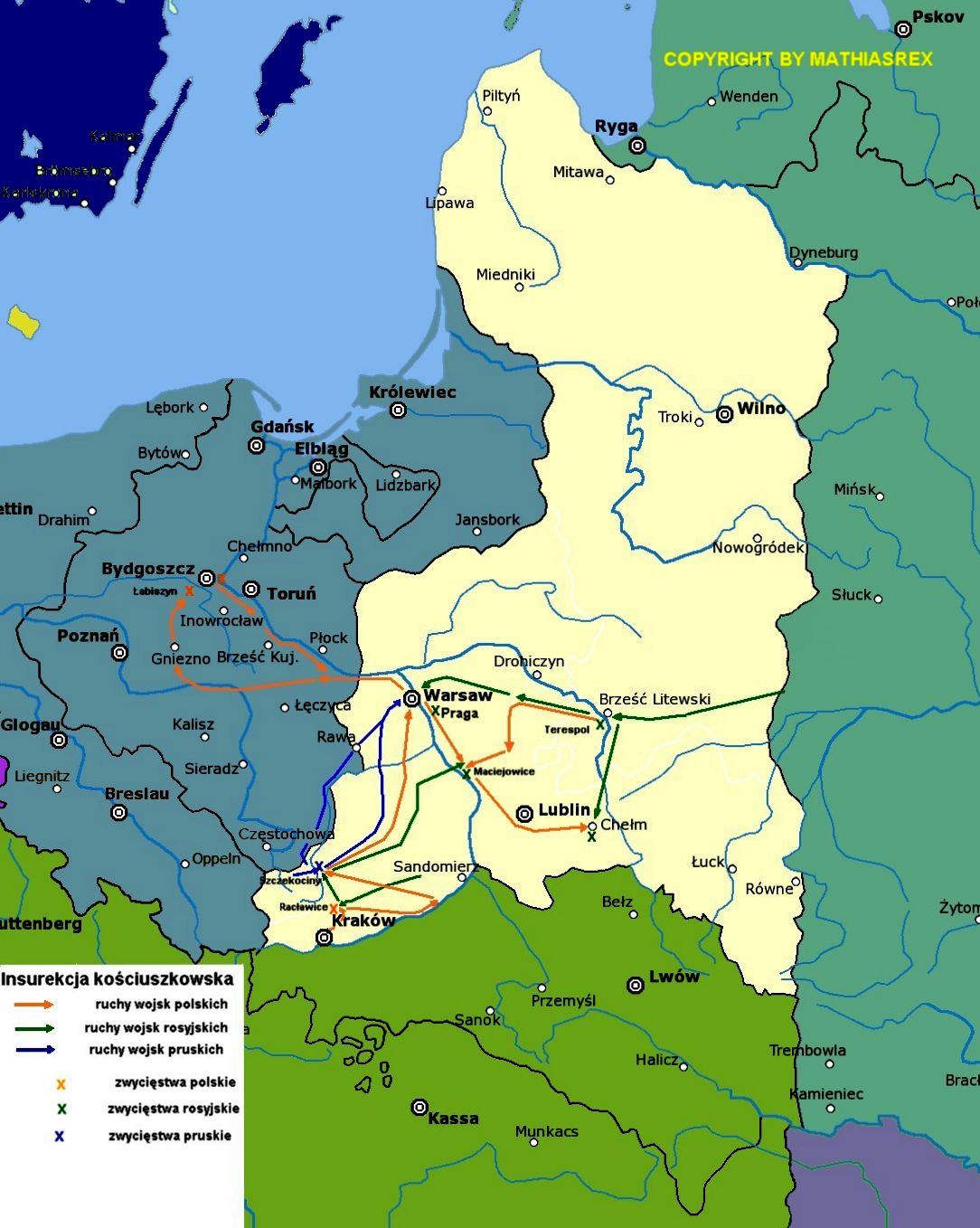
Mapa de la campaña en Polonia, 1794.
Movimientos polacos,
rusos y
prusianos.

El 17 de abril en Varsovia, el intento ruso de arrestar a los sospechosos de apoyar la insurrección y desarmar a la débil guarnición polaca de Varsovia bajo el mando del general Stanisław Mokronowski, que se había apoderarse del arsenal en la calle Miodowa, resultó en un levantamiento contra la guarnición rusa de Varsovia, liderada por Jan Kiliński, ante la indecisión del rey de Polonia, Estanislao II Poniatowski. Los insurgentes fueron ayudados por la incompetencia del embajador y comandante ruso, Iosif Igelström, y el día elegido fue el jueves de Semana Santa cuando muchos soldados de la guarnición rusa fueron a las iglesias para recibir la eucaristía sin llevar sus armas. Finalmente, desde el inicio de la insurrección, las fuerzas polacas fueron ayudadas por la población civil y tuvieron un factor sorpresa de su lado al poder atacar a muchos grupos separados de soldados rusos al mismo tiempo, y la resistencia a las fuerzas rusas se extendió rápidamente por la ciudad. Después de dos días de intensos combates, los rusos, que sufrieron entre 2000 y 4000 bajas de una fuerte guarnición inicial de 5000, se vieron obligados a abandonar la ciudad. Jakub Jasiński inició un levantamiento similar en Vilna el 23 de abril y pronto la siguieron otras ciudades y pueblos. La masacre de soldados rusos desarmados que asistieron al servicio de Pascua fue considerada como un "crimen de lesa humanidad" por los rusos y fue motivo de venganza más tarde, durante el asedio de Varsovia.
El 7 de mayo de 1794, Kościuszko emitió un acto que se conoció como la "Proclamación de Połaniec", en el que abolió parcialmente la servidumbre en Polonia, otorgó la libertad civil a todos los campesinos y les proporcionó ayuda estatal contra los abusos de la nobleza. Aunque la nueva ley nunca entró en vigor y fue boicoteada por gran parte de la nobleza, también atrajo a muchos campesinos a las filas de los revolucionarios. Era la primera vez en la historia de Polonia que los campesinos eran considerados oficialmente como parte de la nación, cuya palabra era anteriormente equivalente a nobleza.

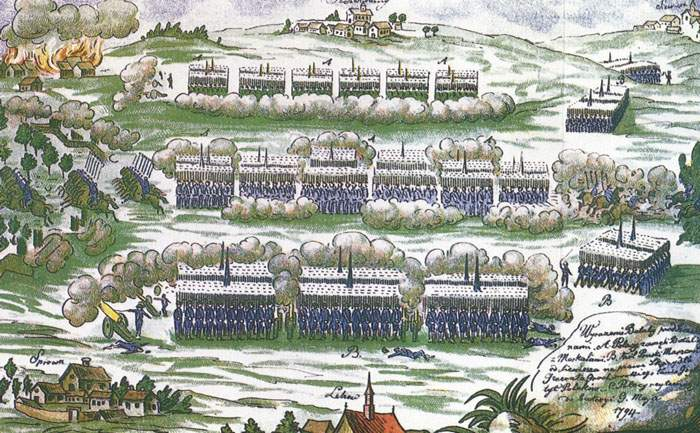
Batalla de Szczekociny, 6 de junio de 1794. Obra de Michał Stachowicz.

A pesar de la promesa de reformas y el rápido reclutamiento de nuevas fuerzas, la situación estratégica de las fuerzas polacas, que consistía en 6000 campesinos, unos pocos de caballería y 9000 soldados, aún era crítica. El 10 de mayo, las fuerzas de Prusia (17 500 soldados bajo el mando del general Francis Favrat) cruzaron las fronteras polacas y se unieron a los 9000 soldados rusos que operaban en el norte de Polonia. El 6 de junio, Kościuszko fue derrotado en la batalla de Szczekociny por una fuerza conjunta ruso-prusiana y el 8 de junio, el general Józef Zajączek fue derrotado en la batalla de Chełm. Las fuerzas polacas se retiraron hacia Varsovia y comenzaron a fortificar la ciudad bajo las instrucciones de Kosciuszko y sus 16 000 soldados, 18 000 campesinos y 15 000 burgueses. El 15 de junio, el ejército prusiano capturó Cracovia sin oposición. Varsovia fue asediada por 41 000 rusos bajo el mando del general Iván Fersen (Hans Heinrich von Fersen) y 25 000 prusianos bajo el rey Federico Guillermo II de Prusia el 13 de julio. El 20 de agosto, comenzó un levantamiento en la Gran Polonia y los prusianos se vieron obligados a retirar sus fuerzas de Varsovia. El asedio se levantó el 6 de septiembre cuando los prusianos y los rusos retiraron sus tropas.
Aunque la oposición en Lituania fue aplastada por las fuerzas rusas (Vilna fue asediada y capitulada el 12 de agosto), el levantamiento en la Gran Polonia logró cierto éxito. Un cuerpo polaco bajo el mando de Jan Henryk Dąbrowski capturó Bydgoszcz el 2 de octubre y entró a la Pomerania casi sin oposición. Gracias a la movilidad de sus fuerzas, el general Dąbrowski evadió ser rodeado por un ejército prusiano mucho menos móvil e interrumpió las líneas prusianas, forzando a los prusianos a retirar la mayoría de sus fuerzas del centro de Polonia. Sin embargo, los polacos no permanecieron mucho tiempo en los territorios prusianos, y pronto se retiraron al centro de Polonia.

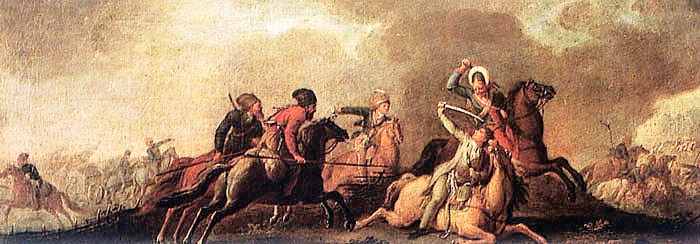
Kościuszko en la batalla de Maciejowice, donde fue herido y capturado por los rusos. Obra de Jan Bogumił Plersch.

Mientras tanto, los rusos equiparon un nuevo cuerpo comandado por el general Aleksandr Suvórov y le ordenaron unirse al cuerpo bajo comandado por Iván Fersen cerca de Varsovia. Después de la batalla de Krupczyce (17 de septiembre) y la batalla de Terespol (19 de septiembre), el nuevo ejército comenzó su marcha hacia Varsovia. Tratando de evitar que ambos ejércitos rusos se unieran, Kościuszko movilizó dos regimientos de Varsovia y con los 5000 soldados del general Sierakowski, se enfrentó a la fuerza de 14 000 de Fersen el 10 de octubre en la batalla de Maciejowice. Kościuszko fue herido en la batalla y fue capturado por los rusos, quienes lo enviaron a San Petersburgo.
El nuevo comandante del levantamiento, Tomasz Wawrzecki, no pudo controlar la propagación de las luchas internas por el poder y finalmente se convirtió en el comandante de unas debilitadas fuerzas militares, mientras que el poder político estaba en manos del general Józef Zajączek, quien a su vez tuvo que luchar tanto con los izquierdistas liberales jacobinos polacos y la derechista nobleza monárquica.
El 4 de noviembre, las fuerzas conjuntas rusas comenzaron la batalla de Praga, siendo este el nombre del suburbio al este del río Vístula de Varsovia donde tuvo lugar. Después de cuatro horas de brutales combates cuerpo a cuerpo, las 22 000 fuerzas rusas rompieron las defensas polacas y Suvórov permitió que sus cosacos saquearan e incendiaran Varsovia. Aproximadamente 20 000 personas fueron asesinadas en la masacre de Praga. Zajaczek huyó herido, abandonando al ejército polaco.
El 16 de noviembre, cerca de Radoszyce, Wawrzecki se rindió. Esto marcó el final del levantamiento. El poder de Polonia fue destruido y al año siguiente tuvo lugar la tercera partición de Polonia, después de lo cual Austria, Rusia y Prusia se anexionaron el resto del país.

## Consecuencias

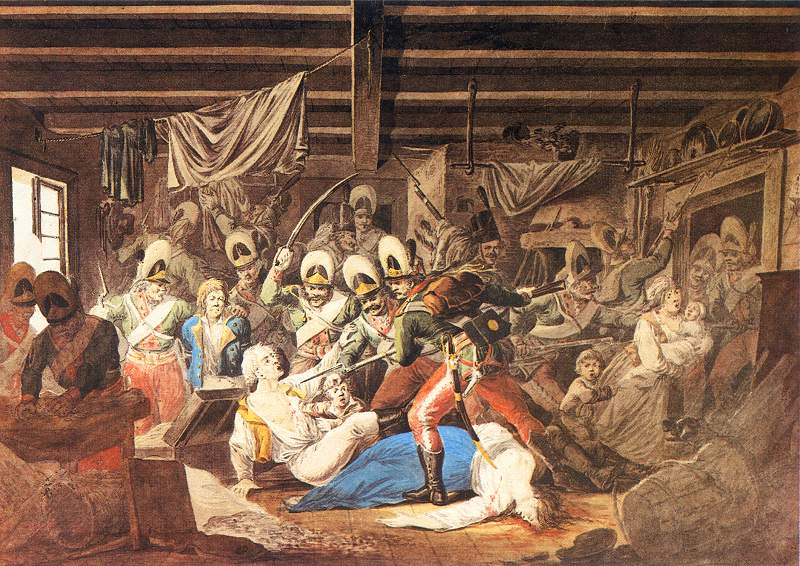
Luego de la batalla de Praga, los rusos masacraron a civiles polacos. Obra de Aleksander Orłowski.

Después del fracaso del levantamiento de Kościuszko, el país dejó de existir durante 123 años, y todas sus instituciones fueron gradualmente prohibidas por los poderes ocupantes. Sin embargo, el levantamiento también marcó el inicio del pensamiento político moderno en Polonia y Europa Central. La Proclamación de Połaniec de Kościuszko y los izquierdistas radicales jacobinos comenzaron el movimiento izquierdista polaco. Muchos políticos polacos prominentes que estuvieron activos durante la insurrección se convirtieron en la columna vertebral de la política polaca, tanto en el país como en el extranjero, en el siglo XIX. Además, Prusia tenía muchas de sus fuerzas estacionadas en Polonia y no pudo desplegar suficientes fuerzas para reprimir la Revolución francesa, lo que contribuyó a su éxito y llegó a restaurar brevemente un estado polaco.
En las tierras de la Polonia dividida, el fracaso del levantamiento significó una catástrofe económica, ya que los centenarios mercados económicos se dividieron y se separaron entre los ocupantes, lo que provocó el colapso del comercio. Varios bancos cayeron y algunos de los pocos centros de fabricación establecidos en la República fueron cerrados. Las reformas llevadas a cabo por los reformadores y Kosciuszko, destinadas a aliviar la servidumbre, fueron revocadas. Todos los poderes gobernantes gravaron fuertemente sus tierras recién adquiridas, llenando sus tesoros a expensas de la población local.
El sistema escolar también fue degradado ya que las escuelas en esos territorios recibieron baja prioridad. La Comisión de Educación Nacional, el primer Ministerio de Educación del mundo, fue abolida porque los gobiernos absolutistas de las potencias ocupantes no vieron ganancias en invertir en educación en los territorios habitados por inquietas minorías polacas. La creación de instituciones educativas en las particiones se hizo muy difícil. Por ejemplo, las autoridades prusianas se opusieron a un intento de crear una universidad en Varsovia. Además, en las particiones alemana y rusa, todos los centros de aprendizaje restantes estaban sujetos a la germanización y rusificación; solo en los territorios adquiridos por Austria hubo relativamente poca intervención gubernamental en el plan de estudios. Según S. I. Nikołajew, desde el punto de vista cultural, las particiones pueden haber dado un paso adelante hacia el desarrollo de la literatura y las artes nacionales polacas, ya que los habitantes de las tierras divididas podrían adquirir los desarrollos culturales de la Ilustración alemana y rusa.
Las condiciones para la antigua élite polaca fueron particularmente duras en la partición rusa. Miles de familias de la szlachta polaca que apoyaron la insurrección de Kościuszo fueron despojadas de sus posesiones y propiedades, que fueron entregadas a los generales rusos y favoritos de la corte de San Petersburgo. Se estima que 650 000 siervos polacos fueron transferidos a los funcionarios rusos de esta manera. Algunos de los nobles, especialmente en las regiones de Lituania y Rutenia de la antigua Mancomunidad, fueron expulsados al sur de Rusia, donde fueron sometidos a la rusificación. Las autoridades rusas negaron a otros nobles su estatus de nobleza, lo que significó la pérdida de privilegios legales y estatus social, lo que limitó significativamente cualquier posibilidad de una carrera en la administración o el ejército, las trayectorias profesionales tradicionales de los nobles polacos. También significaba que no podían poseer ninguna tierra, otro golpe a su antiguo estado noble. Pero para los campesinos cristianos ortodoxos del oeste de Ucrania y Bielorrusia, la partición puede haber provocado el declive de la opresión religiosa por parte de sus señores formales, seguidores del catolicismo romano.
Sin embargo, los cristianos ortodoxos eran solo una pequeña minoría en el este de Bielorrusia en ese momento; la mayoría predominante de la población del país eran católicos de rito oriental. Los campesinos fueron azotados solo por mencionar el nombre de Kościuszko y su idea de abolir la servidumbre. Platón Zúbov, a quien se le concedieron propiedades en Lituania, fue especialmente infame, ya que personalmente torturó hasta la muerte a muchos campesinos que se quejaron del empeoramiento de las condiciones. Además de esto, las autoridades rusas llevaron a cabo un fuerte reclutamiento para el ejército ruso entre la población, lo que significó un servicio prácticamente de por vida. Dado que las condiciones de servidumbre en la antigua Polonia debido a la explotación por parte de la nobleza y los reformadores ya eran severas, existe una discusión sobre cómo las particiones influyeron en la vida de la gente común.